# Rosamunda Clifford

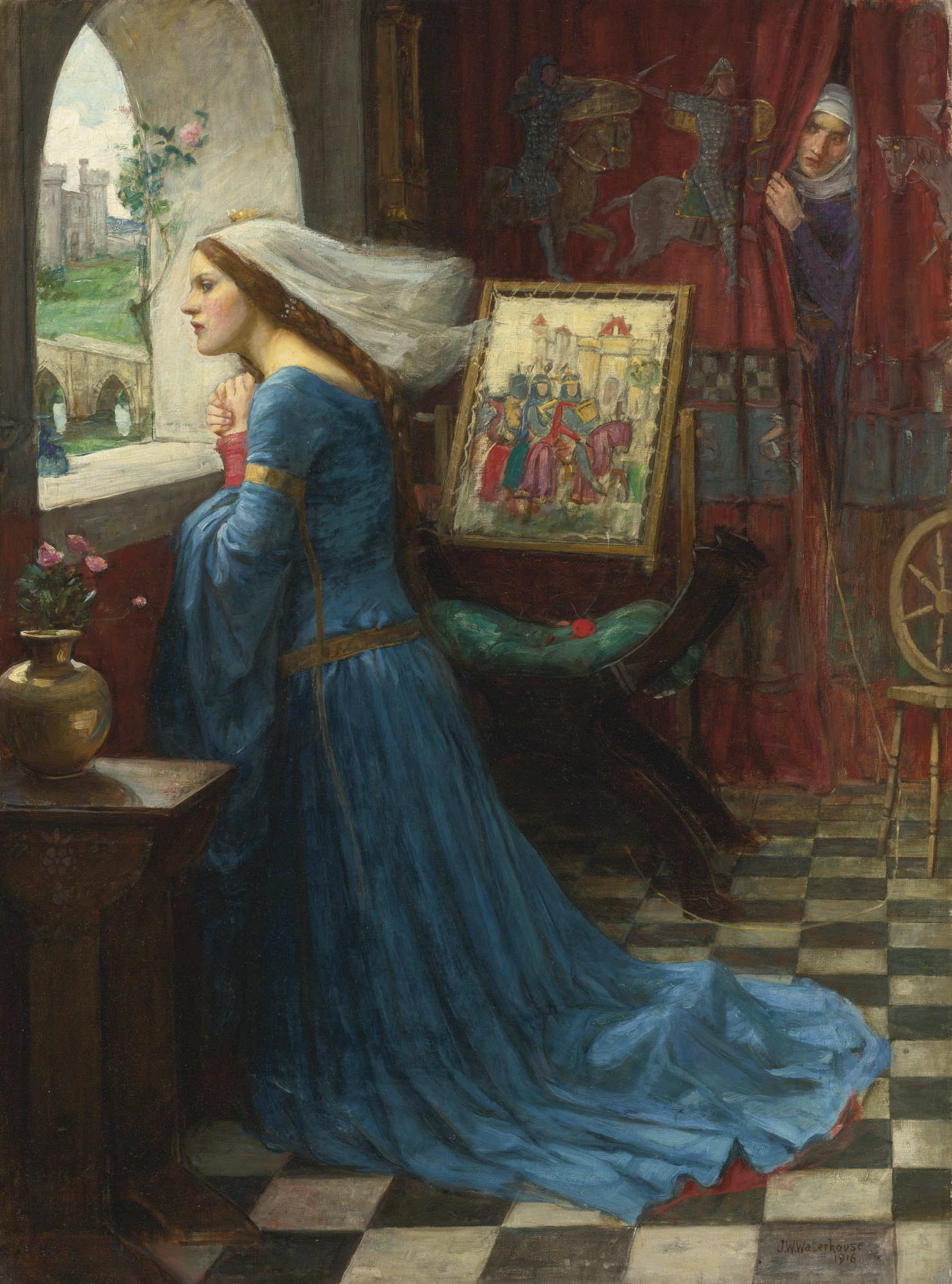
La bella Rosamunda, cuadro de John William Waterhouse.

Rosamunda Clifford (Herefordshire, 1150-Godstow, 1176), a menudo llamada La bella Rosamunda o La Rosa del Mundo, fue famosa por su belleza y por ser amante del rey Enrique II de Inglaterra, desde que lo conoció en una campaña en Gales en 1165 hasta la muerte de ella en 1176.

## Biografía
Se sabe poco sobre ella, aunque en algunos libros sobre Leonor de Aquitania, la esposa de Enrique, se discute sobre su persona. Las leyendas sobre su vida son muchas y hay pocos hechos que se sepa con seguridad que son ciertos. La historia de que Leonor, celosa de ella, trató de envenenarla, es falsa, al igual que la leyenda que dice que Enrique construyó un pabellón de caza en Woodstock para ella y lo rodeó de un jardín que era un laberinto (el Arco de Rosamunda, que fue derruido cuando se construyó el Palacio de Blenheim). 
Durante la época isabelina, historias que contaban que había sido asesinada por Leonor de Aquitania fueron haciéndose más y más populares, pero eran completamente falsas.
Se sabe que entró en la vida de Enrique cuando Leonor estaba embarazada de su último hijo, Juan. También se sabe que Leonor dio a luz a su hijo en el castillo de Beaumont en lugar de en Woodstock. Se especula que aun habiendo planeado dar a luz en Woodstock, al final rehusó hacerlo para no encontrarse allí con Rosamunda. Tampoco se sabe con certeza si Rosamunda permaneció recluida en Woodstock mientras Enrique defendía sus posesiones continentales o si en cambio viajó con él como miembro de su casa.
En realidad, los dos no pudieron haber pasado juntos más de la cuarta parte del tiempo entre 1166 y 1176. En general, los historiadores están de acuerdo en que el carácter de Rosamunda era opuesto al de Leonor, y en que Enrique y Rosamunda seguramente compartieron una profunda historia de amor.
Su relación terminó cuando ella se retiró como monja a Godstow, cerca de Oxford, en 1176. La familia de Rosamunda y Enrique pagaron para que su tumba estuviese en el coro de la iglesia del convento de Godstow y para que las monjas la cuidaran. Se convirtió en un lugar santo muy popular hasta 1191, dos años después de la muerte de Enrique. Hugo de Lincoln, obispo de Lincoln, en una visita a Godstow, vio la tumba de Rosamunda cerca del altar, cubierta de flores y velas, lo que demuestra que la gente del lugar todavía rezaba allí. El obispo, llamándole «ramera» a Rosamunda, ordenó que sus restos fueran desalojados de la iglesia y enterrados fuera, para que la religión cristiana no fuera despreciada y se convirtiese en un aviso para otras mujeres, que con ese ejemplo se abstendrían de relaciones ilícitas y adúlteras. Las monjas llevaron la tumba al cementerio, donde pudo ser visitada hasta su destrucción por la Disolución de los monasterios, promulgada por Enrique VIII de Inglaterra. Los restos de Priorato de Godstow todavía permanecen allí y están abiertos al público.
Las opiniones de los historiadores sobre si su relación con Enrique produjo algún hijo o no lo hizo están divididas. Es una cuestión difícil de aclarar, pues es complicado separar los hechos reales de la vida de Rosamunda de los que promulgaron las leyendas. Muchos historiadores concluyeron que lo más probable era que Rosamunda hubiera tenido un solo hijo de Enrique pero no se puede identificar ni calcular su fecha de nacimiento. Algunos escritores modernos, incluida Alison Weir, creen que Rosamunda no tuvo ningún hijo; pero no queda claro que esto signifique que nunca hubiera dado a luz o que ninguno de sus hijos hubiera sobrevivido. La leyenda atribuye a Rosamunda dos de los hijos ilegítimos favoritos de Enrique: Godofredo Plantagenet, arzobispo de York (1151-1212), y Guillermo de Longespée, conde de Salisbury (1176-1226). Enrique y Rosamunda se conocieron sobre el año 1166 y su relación duró hasta 1176. Godofredo y Rosamunda serían por lo tanto de la misma edad aproximadamente, así que seguramente fuera hijo de Ykenai, otra amante de Enrique.
La maternidad de Guillermo de Longespée fue un misterio durante muchos años pero la verdad se descubrió al encontrar cartas emitidas por él que contenían referencias a «Comitissa Ida, mater mea» (Brandestoke Cartulary, 1979). Ahora se sabe que esta Ida era Ida, condesa de Norfolk.
Sobre la historia de Rosamunda han escrito, entre otros, Antonio Gil y Zárate (Rosamunda, drama en cuatro actos, 1839) y Alfred Tennyson (Becket, 1879). También hay un romance llamado Fair Rosamond, incluido por Thomas Percy en su colección Reliques of Ancient English Poetry (bk. II, ser, II, núm. 7, 1765). También se habla de ella en un artículo del Dictionary of National Biography (tomo XI, pág. 75).